# 周口店の北京原人遺跡
周口店の北京原人遺跡（しゅうこうてん の ペキンげんじん いせき）は、中華人民共和国の周口店にある北京原人の骨や遺物の発掘現場であり、1921年から精力的な発掘作業により北京原人の骨が発見された。1987年に、ユネスコの世界遺産に登録された。

## 概要
周口店遺跡は、約25万年前から40万年前に住んだと思われる北京原人の遺跡である。ユハン・アンデショーンが、1923年に原人のものと思われる歯を発見した。その後、漢方薬に使われる竜の骨（竜骨）とされる化石が掘り出されていた竜骨山で1929年、中国人学者の裴文中が完全な頭骨を発見した（1941年に頭蓋骨は紛失してしまい、現在も行方不明である）。
付近は石灰、石材の産地でもあるため、毛沢東時代には、1958年から1960年にかけて実施された大躍進政策の一環として「工業を大いにおこそう」というスローガンのもと、多数の関連工場が建設された。しかし、工場建設や原料採取のために、多くの遺跡が埋没したり、破壊されたりした。1986年になってようやく、中国共産党は考古学者達の意見を容れ、遺跡から工場群を移転させた。

## 登録基準
この世界遺産は世界遺産登録基準のうち、以下の条件を満たし、登録された（以下の基準は世界遺産センター公表の登録基準からの翻訳、引用である）。
- (3) 現存するまたは消滅した文化的伝統または文明の、唯一のまたは少なくとも稀な証拠。
- (6) 顕著で普遍的な意義を有する出来事、現存する伝統、思想、信仰または芸術的、文学的作品と直接にまたは明白に関連するもの（この基準は他の基準と組み合わせて用いるのが望ましいと世界遺産委員会は考えている）。

座標: 北緯39度44分 東経115度55分 / 北緯39.733度 東経115.917度